# Гріндейл (Міссурі)
Гріндейл (англ. Greendale) — місто (англ. city) в США, в окрузі Сент-Луїс штату Міссурі. Населення — 642 особи (2020).

## Географія
Гріндейл розташований за координатами 38°41′38″ пн. ш. 90°18′45″ зх. д. / 38.69389° пн. ш. 90.31250° зх. д. (38.693880, -90.312368).  За даними Бюро перепису населення США в 2010 році місто мало площу 0,53 км², уся площа — суходіл.

## Демографія
Згідно з переписом 2010 року, у місті мешкала 651 особа в 312 домогосподарствах у складі 174 родин. Густота населення становила 1228 осіб/км².  Було 329 помешкань (621/км²).
Расовий склад населення:
| - 68,5 % — чорних або афроамериканців - 28,0 % — білих - 0,8 % — азіатів |

До двох чи більше рас належало 1,8 %. Частка іспаномовних становила 1,8 % від усіх жителів.
За віковим діапазоном населення розподілялося таким чином: 16,0 % — особи молодші 18 років, 68,9 % — особи у віці 18—64 років, 15,1 % — особи у віці 65 років та старші. Медіана віку мешканця становила 45,9 року. На 100 осіб жіночої статі у місті припадало 77,4 чоловіків;  на 100 жінок у віці від 18 років та старших — 72,6 чоловіків також старших 18 років.
Середній дохід на одне домашнє господарство  становив 57 188 доларів США (медіана — 42 917), а середній дохід на одну сім'ю — 65 515 доларів (медіана — 58 750). За межею бідності перебувало 13,1 % осіб, у тому числі 23,9 % дітей у віці до 18 років та 3,7 % осіб у віці 65 років та старших.
Цивільне працевлаштоване населення становило 271 осіб. Основні галузі зайнятості: освіта, охорона здоров'я та соціальна допомога — 33,2 %, виробництво — 10,3 %, науковці, спеціалісти, менеджери — 9,2 %, фінанси, страхування та нерухомість — 8,5 %.